# Rhipidia (Rhipidia) cytherea
Rhipidia (Rhipidia) cytherea is een tweevleugelige uit de familie steltmuggen (Limoniidae). De soort komt voor in het Neotropisch gebied.